# یواس‌اس دالاس (دی‌دی-۱۹۹)
یواس‌اس دالاس (دی‌دی-۱۹۹) (به انگلیسی: USS Dallas (DD-199)) یک کشتی بود که طول آن ۹۵٫۸۱ متر (۳۱۴٫۳ فوت) بود. این کشتی در سال ۱۹۱۹ ساخته شد.